# (8657) Cedrus
(8657) Cedrus (1990 QE9) – planetoida z grupy pasa głównego asteroid okrążająca Słońce w ciągu 4,86 lat w średniej odległości 2,87 au. Odkryta 16 sierpnia 1990 roku.